# Publicação ampliada
Publicações Ampliadas são instâncias de objetos digitais complexos que combinam vários recursos heterogêneos relacionados para uma mesma finalidade científica. Por exemplo, uma tese que, ao ser incluída em um repositório institucional ou temático, agregue os dados de pesquisas utilizados para que ela pudesse ser gerada.
O termo correspondente em língua inglesa é "enhanced publication". Em Portugal, o termo usado para denominar esse conceito é "publicação estendida". A ideia da publicação ampliada é justamente ampliar o escopo de uma publicação científica tradicional, ligando-a aos dados que a originaram ou a outros documentos que também possam estar relacionado à pesquisa relatada, por exemplo, blogs, wikis, vídeos explicativos, etc.